# Ravyn Lenae
Ravyn Lenae Washington (Chicago, 22 gennaio 1999) è una cantante statunitense di origini panamensi.

## Biografia
Ravyn Lenae ha frequentato la Chicago High School for the Arts, dove ha portato a termini gli studi in musica classica. Ha esordito nell'industria discografica con l'EP Moon Shoes EP (2015); lo stesso è stato ripubblicato dalla Atlantic l'anno dopo.
Nel marzo 2017 è stata la volta dell'EP Midnight Moonlight. Nella seconda metà dell'anno ha accompagnato SZA nel suo Ctrl the Tour, per poi presentare il terzo EP Crush (2018).
Hypnos, l'album in studio di debutto, è stato pubblicato nel maggio 2022, ha ricevuto il plauso dalla critica ed è stato eletto uno dei migliori dell'anno da Pitchfork. A suo supporto Lenae ha imbarcato un tour subito dopo l'uscita.
Nell'agosto 2024 è avvenuta la pubblicazione del secondo LP Bird's Eye, anch'esso accolto favorevolmente dai critici musicali; esso, promosso dalla tournée musicale omonima, ha prodotto l'estratto di successo Love Me Not/Love Is Blind, il cui lato A ha segnato la sua prima entrata sul podio della Official Singles Chart, nonché il primo ingresso in svariate classifiche nazionali come le ARIA Charts e le Official Aotearoa Music Charts. Love Me Not è stato certificato platino sia dalla Australian Recording Industry Association che dalla Music Canada, ed è giunto nella top ten della Billboard Hot 100 durante l'estate 2025.
È stata selezionata come artista d'apertura dei concerti di novembre 2025 dello Short n' Sweet Tour di Sabrina Carpenter.

## Discografia

### Album in studio
- 2022 – Hypnos
- 2024 – Bird's Eye

### EP
- 2015 – Moon Shoes EP
- 2017 – Midnight Moonlight
- 2018 – Crush

### Singoli
- 2016 – Alive
- 2016 – Free Room (feat. Appleby)
- 2017 – Spice (feat. Smino oppure Palmistry)
- 2017 – Sticky
- 2020 – Rewind
- 2022 – Skin Tight (feat. Steve Lacy)
- 2022 – Xtasy (feat. Doechii)
- 2022 – Inside Out
- 2024 – Love Me Not/Love Is Blind (solo o feat. Rex Orange County)
- 2024 – Dream Girl (con Ty Dolla Sign)
- 2024 – One Wish (feat. Childish Gambino)

## Tournée
- 2018 – Crush Tour
- 2022 – Hypnos Tour
- 2024 – Bird's Eye Tour
- 2025 – On Tour in Australia

Artista d'apertura
- 2017 – Ctrl the Tour (SZA)
- 2018 – Lost & Found Tour (Jorja Smith)
- 2025 – Short n' Sweet Tour (Sabrina Carpenter)